# Antonio Bendinelli
Antonio Bendinelli (Borgo di Lucca, ... – Piacenza, 1575) è stato un umanista italiano.
Docente a Modena e Piacenza, fu biografo di Publio Cornelio Scipione Emiliano. Si trovò in aspra contrapposizione con Carlo Sigonio e lo attaccò nelle sue orazioni.